# Cmentarz Rainisa w Rydze
Cmentarz Rainisa w Rydze (łot. Raiņa kapi) – jeden ze starszych ryskich cmentarzy założony w dwudziestoleciu międzywojennym nazwany imieniem Jānisa Pliekšānsa (ps. Rainis), położony między ulicami Aizsaules i Varoņu.

## Historia
Został utworzony w maju 1929. Bramę zaprojektował Aleksandrs Birzenieks. Najbardziej znaczącą postacią pochowaną w nekropolii jest łotewski pisarz Jānis Pliekšāns ps. Rainis, którego nagrobek zaprojektował w 1935 Kārlis Zemdegs. Pomnik wykonano z ważącego 700 ton granitu – swego czasu był największą rzeźbą pomnikową w Europie. Obok Rainisa pochowana jest również jego zmarła w 1943 żona, poetka i socjaldemokratyczna posłanka na Sejm Łotwy - Aspazija.